# Robert Coleman Richardson
Robert Coleman Richardson ili Robert Richardson (Washington, 26. lipnja 1937. – Ithaca, New York, 19. veljače 2013.), američki fizičar. Doktorirao (1966.) na Sveučilištu Duke. Radio na Sveučilištu Cornell u Ithaci (od 1967. do 1996.), gdje je bio ravnatelj Laboratorija atomske fizike i fizike čvrstoga stanja (od 1990. do 1996.). Bavio se fizikom niskih temperatura, posebno svojstvima tekućina i čvrstih tijela na temperaturama nižima od milikelvina. Bio je član je Nacionalne akademije znanosti (od 1986.) i pridruženi član Finske akademije znanosti i književnosti (od 1993.). Za otkriće suprafluidnosti helijeva izotopa ³He podijelio je 1996. Nobelovu nagradu za fiziku s D. Osheroffom i D. M. Leejem.